# Harry L. Gill
Harry L. Gill (* 9. Januar 1876 in Kanada; † 31. August 1956 in Urbana, Illinois) war ein US-amerikanischer Leichtathlet, Trainer und Unternehmer.

## Leben
Gill trat das erste Mal im amerikanischen Sport in Erscheinung, als er 1900 als Kanadier in New York City die amerikanischen Mehrkampfmeisterschaften (All round) gewann der Amateur Athletic Union und stellte im Diskuswurf einen Weltrekord auf.  Er blieb in den USA, studierte ein Jahr Sport in Harvard und wurde sodann 1901 der Leichtathletiktrainer der University of Iowa, ehe er 1902–1903 erfolgreicher Trainer des Beloit College (WI). Da er keinen Universitätsabschluss hatte, was aufgrund der Einbindung des Sports in die Universität jedoch erforderlich gewesen wäre, wurde er entlassen. Der Wettkampfsport der University of Illinois in Urbana wurde von den Studierenden selbst organisiert und sie haben ihn unmittelbar verpflichtet und es nicht bereut. Unter seiner Führung gewann die Hochschule 21 Meisterschaften der Big Ten Conference  und 2 amerikanische Hochschulmeisterschaften. 1921 war er maßgeblich an der Gründung der NCAA beteiligt. Bei den Olympischen Sommerspielen 1924 erreichten die von ihm trainierten Athleten mehr Medaillen als die zweitbeste Nation. Der spätere Präsident des IOC Avery Brundage, selbst amerikanischer Mehrkampfmeister, trainierte bei ihm. 1920 gründete er parallel zu seiner Trainertätigkeit die Sportgerätefirma Gill Athletics. Er entwickelte verschiedene Sportgeräte selbst, u. a. Stabhochsprunganlagen, Hürden, Startblöcke. 1933 gab er seine Trainertätigkeit auf und konzentrierte sich ganz auf seine Firma, die noch heute die amerikanische Leichtathletik beliefert. 1954 zog er sich auch hieraus zurück und verstarb 1956. 2015 wurde er in die National Track and Field Hall of Fame und die United States Track & Field and Cross-Country Coaches aufgenommen.